# Kelemen Béla (labdarúgó)
Kelemen Béla (1887. január 24. – 1956. április 19.) válogatott labdarúgó, középcsatár. A sportsajtóban Kelemen I néven volt ismert.

## Pályafutása

### Klubcsapatban
1905-től a MAC labdarúgója volt. Az 1906–07-es idény gólkirálya volt 21 góllal. A következő két idényben először bronz- majd ezüstérmet szerzett a csapattal. Hatalmas termetű, erőteljes játékos volt. Erőteljes, nagy erejű lövéseket küldött a kapura.

### A válogatottban
1911-ben egy alkalommal szerepelt a válogatottban.

## Sikerei, díjai
- Magyar bajnokság
  - 2.: 1906–07, 1908–09
  - 3.: 1907–08
  - gólkirály: 1906–07 (21 gól)

## Statisztika

### Mérkőzése a válogatottban
| Magyarország | Magyarország   | Magyarország     | Magyarország | Magyarország | Magyarország | Magyarország | Magyarország | Magyarország |
| #            | Dátum          | Helyszín         | Hazai        | Eredmény     | Vendég       | Kiírás       | Gólok        | Esemény      |
| ------------ | -------------- | ---------------- | ------------ | ------------ | ------------ | ------------ | ------------ | ------------ |
| 1.           | 1911. május 7. | Bécs, Hohe Warte | Ausztria     | 3 – 1        | Magyarország | barátságos   | -            |              |
|              | Összesen       |                  |              | 1            | mérkőzés     |              | 0            | gól          |